# Jaen (Nueva Ecija)
Jaen ist eine philippinische Stadtgemeinde in der Provinz Nueva Ecija. Sie hat 73.184 Einwohner (Zensus 1. August 2015). Die bedeutendsten landwirtschaftlichen Erzeugnisse sind Reis, Mangos und Calamansi.

## Baranggays
Jaen ist politisch unterteilt in 27 Baranggays.
| - Calabasa - Dampulan (Pob.) - Hilera - Imbunia - Imelda Pob. (Doña Aurora) - Lambakin - Langla - Magsalisi - Malabon-Kaingin - Marawa - Don Mariano Marcos (Pob.) - San Josef (Nabao) - Niyugan - Pamacpacan | - Pakol - Pinanggaan - Ulanin-Pitak - Putlod - Ocampo-Rivera District (Pob.) - San Jose - San Pablo - San Roque - San Vicente - Santa Rita - Santo Tomas North - Santo Tomas South - Sapang |